# Goldbelly
Goldbelly — онлайн-маркетплейс, на котором продаются региональные и кустарные продукты, приготовленные местными поставщиками продуктов питания со всей территории Соединенных Штатов. Сотрудники Goldbelly отбирают продукты из ресторанов, пекарен, гастрономов и т. д. для размещения на сайте, а также обеспечивают доставку по всем пятидесяти штатам США. Заказанная еда иногда требует подготовки и процедуры приготовления пищи.

## История
Основанная Джо Ариэлем (Joe Ariel) под названием «Goldbely», компания стала вести свою деятельность с таунхауса в долине Ноэ в Сан-Франциско командой, первоначально состоявшей из четырех человек: самого Ариэля, Тревора Стоу, Ванессы Торривилла и Джоэла Гиллмана. Сайт был принят в венчурный фонд Y Combinator в 2013 году. Журнал Time назвал Goldbelly одним из 50 лучших веб-сайтов 2013 года. В 2013 году компания Goldbelly закрыла начальное посевное финансирование в размере 3 миллионов долларов благодаря Intel Capital.
В 2017 году компания перенесла штаб-квартиру из Сан-Франциско в Нью-Йорк. В октябре 2018 года компания сменила название с Goldbely (с одной буквой L) на Goldbelly (с двумя буквами L), привлекла 20 миллионов долларов в рамках финансирования серии B во главе с Enlightened Hospitality Investments, фондом, созданным Union Square Hospitality Group Дэнни Мейера, и Дэнни Мейер вошел в состав консультативного совета компании.
В 2021 году Goldbelly объявила, что в рамках нового раунда финансирования привлекла 100 миллионов долларов дополнительных инвестиций. По состоянию на май 2021 года, 850 ресторанов продают еду на платформе Goldbelly, 400 из которых присоединились к ней после начала пандемии COVID-19 в 2020 году.

## Критика
Согласно одному из обзоров, опубликованному Forbes, поскольку некоторые продукты заморожены, их вкус иногда может отличаться вкуса тех продуктов, которые клиенты могут попробовать в ресторане.